# MasterChef Celebrity
MasterChef Celebrity España és un programa de televisió espanyol de competició gastronòmica entre famosos. Format basat en espai de televisió britànic de cuina amb el mateix títol. Televisió Espanyola produeix el programa en col·laboració amb Endemol Shine Iberia. La seva estrena va ser el 6 de novembre de 2016 amb Eva González com a presentadora (fins a la tercera edició) i amb Pepe Rodríguez Rey, Jordi Cruz Mas i Samantha Vallejo-Nágera com a membres del jurat. Després de la marxa d'Eva González, el propi jurat va assumir ser presentadors del format.

## Història
A principis de l'any 2016 es va confirmar que La 1 estava preparant una nova edició del programa MasterChef Espanya però que aquesta vegada comptaria amb famosos exposant els seus dots culinàries. Van passar uns mesos fins que el 13 de juny de 2016 es van confirmar primeres participacions oficials. Eren confirmats: l'actriu Loles León i l'actor Fernando Tejero (tots dos coneguts per reeixides sèries anomenades Aquí no hay quien viva i La que se avecina). Dies després, es van confirmar també la participació de la cantant Niña Pastori i la participació de l'actriu Cayetana Guillén Cuervo.
Per part seva, el 15 de juny del 2016 es va confirmar la participació de la cantant María del Monte encara que va abandonar el programa després d'haver fet dues emissions i va ser substituïda per la model Estefanía Luyk. A més, el 16 de juny de 2016 es va confirmar la participació de Fonsi Nieto. Un dia més tard, es van confirmar les participacions del matrimoni de Manuel Díaz González i Virgínia Troconis. A més, es va confirmar també la participació de l'actor Miguel Ángel Muñoz.
Després de l'èxit de la primera edició, es va confirmar que La 1 estava preparant una nova edició del programa amb famosos diferents a la de la primera edició. Així, en les últimes setmanes de maig de 2017 es va confirmar tot el càsting per a la segona edició del programa. Entre ells figuren els còmics i humoristes Edu Soto, José Corbacho, Silvia Abril i Anabel Alonso; els actors i actrius Pepón Nieto, Patricia Montero, Marina San José i Bibiana Fernández; la presentadora Usun Yoon; el model Juan Betancourt; el medallista olímpic Saúl Craviotto i el cantant Carlos Baute.
La tercera edició va tenir els següents concursants: la presentadora Paula Prendes, les actrius Dafne Fernández, María Castro i Paz Vega; els actors Santiago Segura i Iván Massagué; els cantants Mario Vaquerizo i Xuso Jones; i també Boris Izaguirre, Carmen Lomana, Antonia Dell'Atte, Jaime Nava, Óscar Higares i Ona Carbonell.
Per a la quarta edició es va anunciar que serien part del càsting les actrius Ana Milán, Marta Torné i Elena Furiase; els actors Félix Gómez i Álex Adrover; la ex gimnasta Almudena Cid, així com José Miguel Antúnez, exjugador de bàsquet; els cantants Juan Salazar, José Salazar i El Sevilla: i per altres celebritats com Vicky Martín Berrocal, Juan Avellaneda, Tamara Falcó i Ana Obregón. En el quart programa de l'edició, es van incorporar com a concursants oficials Anabel Alonso i Boris Izaguirre, aconseguint ser el càsting més nombrós del format VIP.
El 4 i el 5 de maig de 2020 es van anunciar els famosos que participarien en la cinquena edició, entre ells, les actrius Laura Sánchez, Melani Olivares i Raquel Meroño; els actors Nicolás Coronado, Jesús Castro i Juanjo Ballesta; els humoristes Florentino Fernández i La Terremoto de Alcorcón; la presentadora Raquel Sánchez Silva i el van completar Celia Villalobos, Josie, Gonzalo Miró, Ainhoa Arteta, Perico Delgado i Lucía Dominguín Bosé.
Entre el 8 i el 15 d’abril de 2021 es van anunciar els concursants de la sisena edició, entre ells es troben les actrius Belén López, Carmina Barrios, Verónica Forqué i Victoria Abril; l'actor Iván Sánchez: els cantants David Bustamante, Tamara i Yotuel Romero; el dissenyador Eduardo Navarrete; el comentarista esportiu Juanma Castaño; els presentadors Julian Iantzi i Terelu Campos; l'humorista Miki Nadal; la performer Samantha Hudson; la model Vanesa Romero i el raper Arkano.
El 19 de juliol va sortir la llista oficial dels famosos que participarien en el concurs en la seva setena edició, entre ells es troben els actors Manuel Baqueiro, Pepe Barroso Silva, Fernando Andina, Emmanuel Esparza i Eduardo Rosa; la actriu Daniela Santiago: els humoristes Xavier Deltell, Patricia Conde i Lorena Castell; les aristòcrates María Zurita i Isabelle Junot; la dissenyadora de moda María Escoté; la cantant Ruth Lorenzo; la vedet Norma Duval i el periodista esportiu Nico Abad.

## Crítiques
Ex-concursants com María del Monte o Fernando Tejero van criticar el programa després de la seva finalització. Del Monte va qualificar l’experiència com a “una barbaritat”: “el jurat ni ens deia bon dia. Vivíem amb una pressió tremenda, jo vaig arribar a la cuina gairebé de genolls, em vaig fer immensament petita”. Per la seva part, l’actor Fernando Tejero va afirmar que “el programa et posa en una tessitura que et surten les ungles i ets capaç d'assassinar el teu company [...]. Em vaig penedir d'entrar des del minut número u. Em vaig preguntar què feia allà amb El Cordobés o amb María del Monte... Em vaig dir, què estic fent amb la meva vida?" Dues setmanes després de la final de la sisena edició, l’actriu Verónica Forqué va ser trobada morta a la seva casa degut a un suïcidi. Es sospita que va ser molt influent el seu pas pel concurs de cuina, ja que va haver d’abandonar voluntàriament perquè segons ella: “no podia més”.

## Format
Les proves a les quals hauran de fer front els participants són:
- Caixa misteriosa (prova inicial): els concursants rebran un o més ingredients que han d'utilitzar en el plat a cuinar d'alguna forma, bé al seu estil o bé seguint les indicacions o consells que hagi donat el jurat. Una vegada acabat el temps els jutges «deliberen» i els dos o tres millors plats seran els capitans de la següent prova. El millor aspirant serà recompensat d'alguna forma generalment amb la immunitat assegurant-se la seva permanència en el concurs una setmana més.
- Prova per equips: aquesta prova es realitzarà fora de les cuines de Masterchef generalment per a cuinar per a personalitats públiques o reconegudes. Els concursants es divideixen en dos equips és a dir, el vermell i el blau pel que el capità de cadascun ha de triar als integrants i el menú a cuinar començant pel millor de la prova inicial. Els concursants hauran de cuinar de forma organitzada per a aconseguir treure tots els plats a temps. L'equip pitjor valorat haurà d'enfrontar-se a la prova d'eliminació.
- Prova d'eliminació: l'equip o els concursants que millor l'hagin fet en la prova anterior estaran exempts d'aquesta prova i observaran als seus companys que han perdut. Els concursants perdedors hauran de cuinar la recepta que indiqui el jurat. El jurat «deliberarà» i l'amo/a del «pitjor» plat abandonarà el programa definitivament.
- Prova de pressió (prova inicial): la prova més dura. Una o diverses estrelles importants de la cuina visitarà el programa, els ensenyarà una de les seves creacions mestres i l'hauran de reproduir de la manera més fidedigna possible a l'original seguint les indicacions i els passos del mestre.
- Repte creatiu (prova inicial): els aspirants seran limitats a usar uns ingredients, i amb ells hauran de cuinar el plat que decideixin tractant que els ingredients proposats combinin de manera adequada. El jurat pot donar indicacions.

## Equip

### Presentadors
| Presentador             | Professió                 | Durada            | Edicions        |
| ----------------------- | ------------------------- | ----------------- | --------------- |
| Eva González            | Presentadora de televisió | 2016 - 2018       | 1a - 3a         |
| Jordi Cruz Mas          | Cuiner professional       | 2019 - actualitat | 4a - actualitat |
| Pepe Rodríguez Rey      | Cuiner professional       | 2019 - actualitat | 4a - actualitat |
| Samantha Vallejo-Nágera | Cuinera professional      | 2019 - actualitat | 4a - actualitat |

### Jurat
| Jurat                   | Professió           | Durada            | Edicions        |
| ----------------------- | ------------------- | ----------------- | --------------- |
| Pepe Rodríguez          | Cuiner professional | 2016 - actualitat | 1a - actualitat |
| Jordi Cruz              | Cuiner professional | 2016 - actualitat | 1a - actualitat |
| Samantha Vallejo-Nágera | Cuiner professional | 2016 - actualitat | 1a - actualitat |

## Temporades
| Temporada | Temporada | Programes | Participants | Estrena                 | Final                   | Guanyador/a               | Audiència mitjana | Audiència mitjana |
| Temporada | Temporada | Programes | Participants | Estrena                 | Final                   | Guanyador/a               | Espectadors       | Quota             |
| --------- | --------- | --------- | ------------ | ----------------------- | ----------------------- | ------------------------- | ----------------- | ----------------- |
|           | 1         | 6         | 10           | 6 de novembre del 2016  | 13 de desembre de 2016  | Miguel Ángel Muñoz        | 3 282 000         | 23,7%             |
|           | 2         | 10        | 12           | 19 de setembre del 2017 | 21 de novembre de 2017  | Saúl Craviotto            | 2 730 000         | 23,5%             |
|           | 3         | 11        | 14           | 9 de setembre del 2018  | 25 de novembre de 2018  | Ona Carbonell             | 2 859 000         | 20,5%             |
|           | 4         | 12        | 17           | 11 de setembre del 2019 | 27 de novembre del 2019 | Tamara Falcó              | 2 383 000         | 21,7%             |
|           | 5         | 12        | 16           | 15 de setembre del 2020 | 9 de desembre del 2020  | Raquel Meroño             | 2 458 000         | 21,5%             |
|           | 6         | 12        | 16           | 13 de setembre del 2021 | 29 de novembre del 2021 | Miki Nadal Juanma Castaño | 2 126 000         | 20,1%             |
|           | 7         | 12        | 15           | 12 de setembre del 2022 | 29 de novembre del 2022 | Lorena Castell            | 1 531 000         | 15,5%             |
|           | 8         | 12        | 15           | 7 de setembre del 2023  | 30 de novembre del 2023 | Laura Londoño             | 1 177 000         | 15,9%             |
|           | 9         |           | 16           | 9 de setembre del 2024  | novembre del 2024       |                           |                   |                   |
| TOTAL     | TOTAL     | 87        | 131          |                         |                         |                           | 2 742 000         | 22,2%             |

## Palmarès
| Edició    | Any  | Guanyador/a        | 2n Lloc                 | 3r Lloc                      | 4t Lloc           |
| --------- | ---- | ------------------ | ----------------------- | ---------------------------- | ----------------- |
| 1a edició | 2016 | Miguel Ángel Muñoz | Cayetana Guillén Cuervo | Fernando Tejero / Loles León | Virginia Troconis |
| 2a edició | 2017 | Saúl Craviotto     | Silvia Abril            | José Corbacho                | Patricia Montero  |
| 3a edició | 2018 | Ona Carbonell      | Paz Vega                | Antonia Dell'Atte            | Mario Vaquerizo   |
| 4a edició | 2019 | Tamara Falcó       | Félix Gómez             | Vicky Martín Berrocal        | Boris Izaguirre   |
| 5a edició | 2020 | Raquel Meroño      | Florentino Fernández    | Josie                        | Ainhoa Arteta     |